# Spoorlijn Chars - Marines
De Spoorlijn Chars - Marines was een Franse spoorlijn van Chars naar Marines. De lijn was 6,0 km lang en heeft als lijnnummer 348 000.

## Geschiedenis
De lijn werd geopend door de Compagnie des chemins de fer de l'Ouest op 9 februari 1911. Op 1 januari 1942 werd het personenvervoer opgeheven. Goederenvervoer werd gestaakt op 1 juli 1950. Daarna is de lijn opgebroken.

## Aansluitingen
In de volgende plaats was er een aansluiting op de volgende spoorlijnen:
Chars
RFN 330 000, spoorlijn Saint-Denis en Dieppe
RFN 347 000, spoorlijn tussen Chars en Magny-en-Vexin